# Campeonato Paraense 1975
In 1975 werd het 63ste Campeonato Paraense gespeeld voor voetbalclubs uit de Braziliaanse staat Pará. De competitie werd georganiseerd door de Federação Paraense de Futebol en werd gespeeld van 16 maart tot 3 augustus. Remo werd de kampioen.

## Eerste toernooi

### Eerste fase

#### Groep A
| Plaats | Club        | Wed. | W | G | V | Saldo | Ptn. |
| ------ | ----------- | ---- | - | - | - | ----- | ---- |
| 1.     | Paysandu    | 7    | 3 | 4 | 0 | 19:5  | 10   |
| 2.     | Castanhal   | 7    | 2 | 3 | 2 | 5:4   | 7    |
| 3.     | Sporting    | 7    | 3 | 0 | 4 | 10:20 | 6    |
| 4.     | Sport Belém | 7    | 1 | 2 | 4 | 7:11  | 4    |

#### Groep B
| Plaats | Club               | Wed. | W | G | V | Saldo | Ptn. |
| ------ | ------------------ | ---- | - | - | - | ----- | ---- |
| 1.     | Remo               | 7    | 6 | 1 | 0 | 23:3  | 13   |
| 2.     | Tuna Luso          | 7    | 5 | 1 | 1 | 18:7  | 11   |
| 3.     | Tiradentes         | 7    | 2 | 1 | 4 | 7:18  | 5    |
| 4.     | Liberato de Castro | 7    | 0 | 0 | 7 | 3:24  | 0    |

|  | Gekwalificeerd voor tweede fase    |
|  | Uitgeschakeld voor tweede toernooi |

### Tweede fase
De winnaar krijg twee bonuspunten voor het tweede toernooi, de nummer twee krijgt één bonuspunt. 
| Plaats | Club      | Wed. | W | G | V | Saldo | Ptn. |
| ------ | --------- | ---- | - | - | - | ----- | ---- |
| 1.     | Remo      | 3    | 2 | 1 | 0 | 6:1   | 5    |
| 2.     | Paysandu  | 3    | 2 | 0 | 1 | 5:2   | 4    |
| 3.     | Tuna Luso | 3    | 1 | 1 | 1 | 4:3   | 3    |
| 4.     | Castanhal | 3    | 0 | 0 | 3 | 0:9   | 0    |

|  | Winnaar |

## Tweede toernooi

### Eerste fase
| Plaats | Club       | Wed. | W | G | V | Saldo | Ptn. |
| ------ | ---------- | ---- | - | - | - | ----- | ---- |
| 1.     | Remo       | 5    | 4 | 1 | 0 | 14:2  | 11   |
| 2.     | Tuna Luso  | 5    | 3 | 2 | 0 | 10:1  | 8    |
| 3.     | Paysandu   | 5    | 3 | 1 | 1 | 16:4  | 8    |
| 4.     | Castanhal  | 5    | 1 | 1 | 3 | 4:10  | 3    |
| 5.     | Tiradentes | 5    | 0 | 2 | 3 | 2:13  | 2    |
| 6.     | Sporting   | 5    | 0 | 1 | 4 | 1:17  | 1    |

|  | Gekwalificeerd voor tweede fase |

### Tweede fase
| Plaats | Club      | Wed. | W | G | V | Saldo | Ptn. |
| ------ | --------- | ---- | - | - | - | ----- | ---- |
| 1.     | Remo      | 3    | 2 | 1 | 0 | 6:0   | 5    |
| 2.     | Paysandu  | 3    | 1 | 2 | 0 | 4:2   | 4    |
| 3.     | Castanhal | 3    | 0 | 2 | 1 | 4:9   | 2    |
| 4.     | Tuna Luso | 3    | 0 | 1 | 2 | 2:5   | 1    |

|  | Winnaar |

## Finale
Doordat Remo beide fases won mocht Paysandu als tweede in de stand de finale spelen.
|                   |      |       |          |  |
| 3 augustus Finale | Remo | 2 – 1 | Paysandu |  |
| 3 augustus Finale |      |       |          |  |

### Kampioen
| Campeonato Paraense de 1975 |
| Pará                        |
| --------------------------- |
| REMO Kampioen (25° titel)   |